# (5445) Williwaw
(5445) Williwaw (1991 PA12) – planetoida z grupy pasa głównego asteroid okrążająca Słońce w ciągu 4,07 lat w średniej odległości 2,55 j.a. Odkryta 7 sierpnia 1991 roku.